# ماریو آلمیرانته
ماریو آلمیرانته (ایتالیایی: Mario Almirante؛ ‏ ۱۸ فوریهٔ ۱۸۹۰ – ۳۰ سپتامبر ۱۹۶۴) کارگردان فیلم، بازیگر، تدوین‌گر و فیلم‌نامه‌نویس اهل ایتالیا بود.
از فیلم‌هایی که وی در آن‌ها نقش داشته‌است، می‌توان به فانی و کارناوال ونیز اشاره نمود.